# Georges-Arthur Goldschmidt

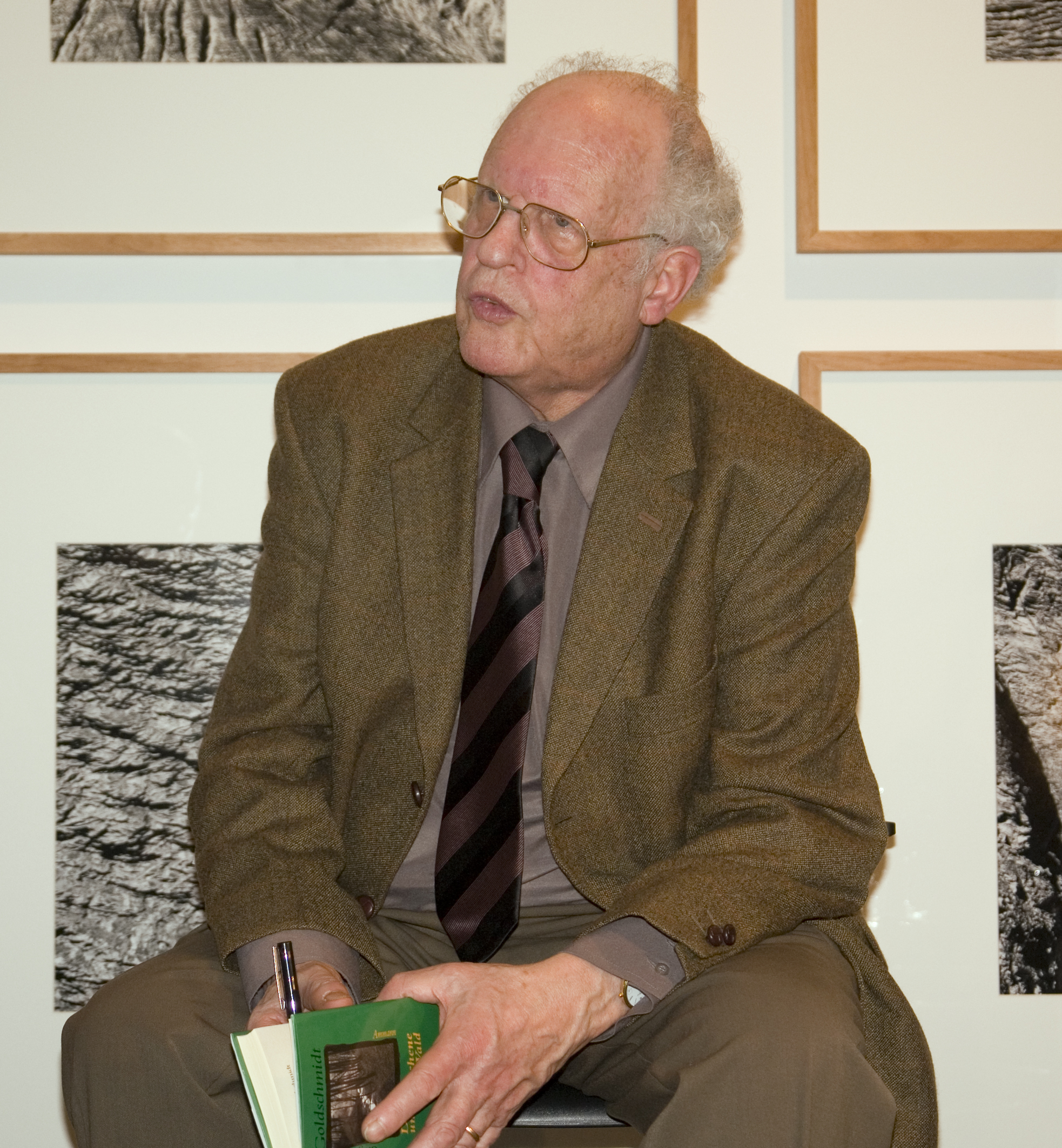
Georges-Arthur Goldschmidt (Literaturhaus Köln, 6. März 2007)

Georges-Arthur Goldschmidt (* 2. Mai 1928 als Jürgen-Arthur Goldschmidt in Reinbek bei Hamburg) ist ein französisch-deutscher Schriftsteller, Essayist und Übersetzer. Goldschmidt lebt in Paris.

## Leben

### Familie
Georges-Arthur Goldschmidt kam 1928 in Reinbek bei Hamburg als Sohn des Oberlandesgerichtsrats Arthur Goldschmidt (1873–1947) und von Toni Katharina-Maria Jeanette Horschitz, genannt Kitty (9. Februar 1882 in Kassel – 2. Juni 1942 in Reinbek bei Hamburg), zur Welt. Sein Geburtsname war Jürgen-Arthur Goldschmidt.

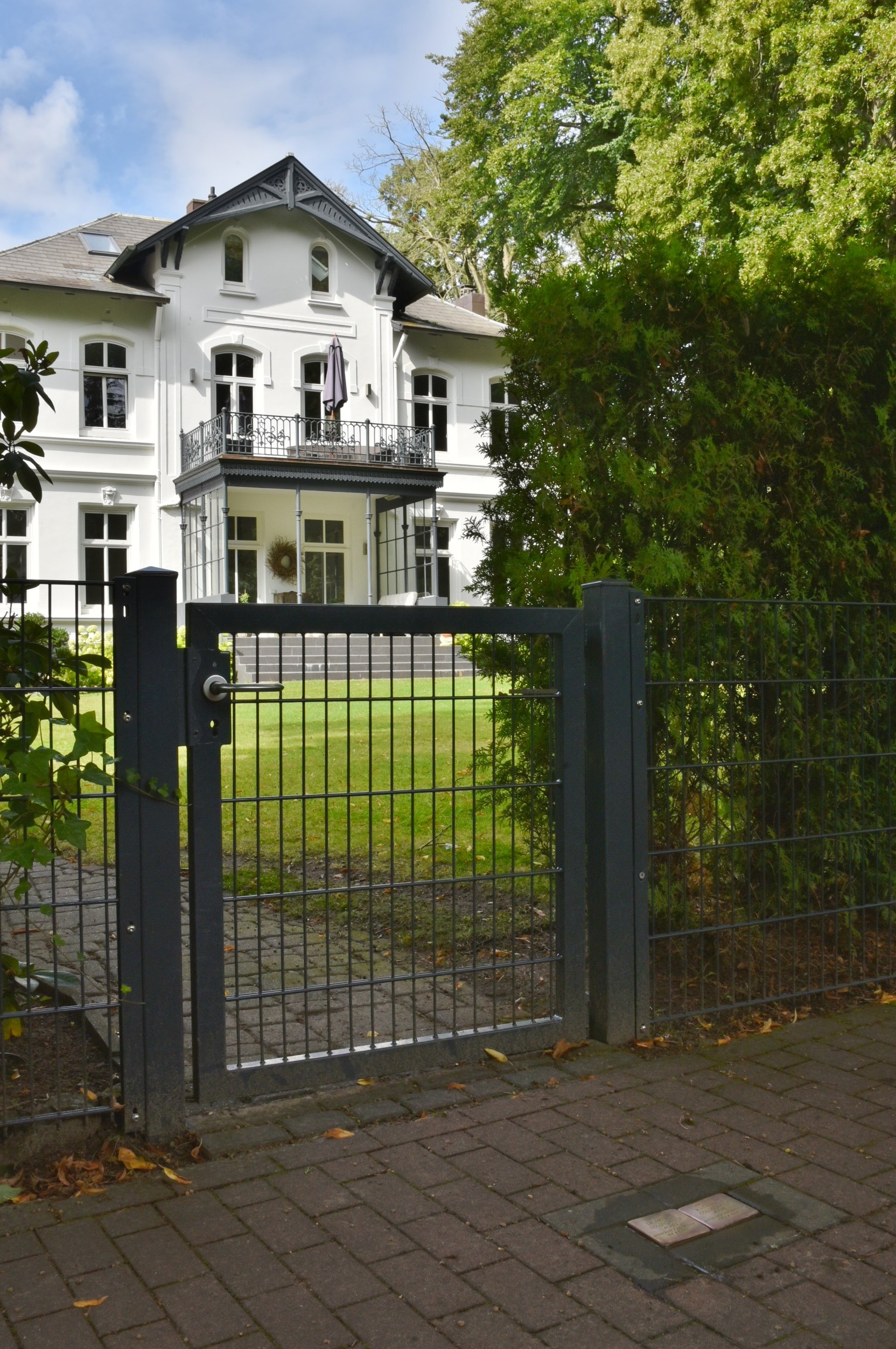
Die Villa Goldschmidt in Reinbek, im Vordergrund die Stolpersteine für die Eltern

Die ursprünglich jüdische Familie war im 19. Jahrhundert zum Protestantismus konvertiert, und Jürgen-Arthur wurde evangelisch-lutherisch getauft. Aber auch die Goldschmidts blieben vom Antisemitismus des aufkommenden Nationalsozialismus nicht verschont. Bereits 1937 wurde Jürgen-Arthur in Reinbek von dem dortigen Pastor Hermann Hartung (1904–1990), der sich gerne in seiner Marineuniform präsentierte, als „Nichtarier“ vom Kindergottesdienst ausgeschlossen.
Die Judenverfolgung im nationalsozialistischen Deutschland veranlasste die Eltern im Mai 1938, Jürgen-Arthur gemeinsam mit seinem älteren Bruder Erich im Ausland in Sicherheit zu bringen. Die erstgeborene Tochter Ilse-Maria (1906–1982) lebte zunächst mit ihrem Ehemann, dem Philosophen Ludwig Landgrebe, in Prag und später in Belgien. Durch die deutschen Überfälle auf beide Staaten verlor Landgrebe seine universitären Aufgaben; das Ehepaar kehrte Ende 1940 mittellos nach Reinbek zurück; Landgrebe musste bis zum Ende der NS-Zeit seinen Lebensunterhalt mit kaufmännischen Hilfsarbeiten in Hamburg verdienen.
Die in Reinbek verbliebenen Eltern wurden im Februar 1942 aus der protestantischen Kirche ausgeschlossen. Es war wiederum der Reinbeker Pastor Hermann Hartung, der sich weigerte, der 1942 verstorbenen Mutter als „Glaubensschwester den letzten Segen zu geben“, weil sie eine „nichtarische Christin“ gewesen sei. Der Vater kam in Haft; er überlebte die Internierung im Ghetto Theresienstadt und starb 1947 während der Eröffnungsfeier einer Volkshochschule in Reinbek, die er mitbegründet hatte. Die Brüder haben ihre Eltern nie wiedergesehen.
Der Bruder Erich blieb in Frankreich, schrieb sich in Paris zunächst für Jura ein. Als die Einbürgerung auf sich warten ließ, meldete er sich zur Fremdenlegion und war in Indochina. Nach dem Besuch der Offiziersschule wurde er als Leutnant nach Algerien geschickt. Nach seiner Pensionierung im Range eines Majors wurde er Hauptkassierer der Bank „Crédit Agricole“; er starb 2010 in Draguignan.
Goldschmidts Sohn Didier Goldschmidt (1959–2025) war Drehbuchautor und Filmregisseur.

### Kindheit und Jugend im Exil
Jürgen-Arthur und Erich Goldschmidt wurden zunächst von einer Kurierin nach Florenz gebracht, wo Jürgen-Arthur Unterschlupf bei Paul Binswanger fand. Im März 1939 mussten die Brüder erneut vor den NS-Schergen flüchten und erreichten unter Lebensgefahr das französische Savoyen, wo Georges-Arthur in einem Internat bei Annecy unterkam. Die dortigen, ihn langzeitig traumatisierenden und konditionierenden Gewalterfahrungen hat er später unter anderem in seiner Erzählung Die Absonderung (1991) und in vielen seiner weiteren Werke verarbeitet. Während der deutschen Besetzung Savoyens (1943–1944) wurde er von Bergbauern versteckt gehalten, was ihn vor der Deportation bewahrte. Die ersten Jahre nach der Befreiung verbrachte Georges-Arthur Goldschmidt in einem jüdischen Waisenhaus in Pontoise bei Paris.

### Leben in Frankreich als Lehrer, Übersetzer und Schriftsteller
1949 wurde er französischer Staatsbürger und konvertierte zum Katholizismus. Nach dem Abitur im Jahr 1948 nahm er an der Sorbonne ein Germanistikstudium auf, 1957 legte er das französische Lehrexamen ab und unterrichtete von da an bis zu seiner Pensionierung 1992 an verschiedenen Gymnasien in und um Paris.
Schriftstellerisch betätigte sich Goldschmidt erstmals in den 1960er-Jahren. Er begann für namhafte Zeitschriften zu schreiben, teilweise in Zusammenarbeit mit seiner Frau Lucienne Geoffrey, es folgten erste Essays und Romane in französischer Sprache. Neben seiner Tätigkeit als Schriftsteller machte sich Goldschmidt auch als Literaturkritiker und Übersetzer einen Namen. Zu den von ihm übersetzten Autoren und Philosophen gehören Friedrich Nietzsche, Walter Benjamin, Franz Kafka, Adalbert Stifter, Johann Wolfgang Goethe sowie der mit ihm befreundete Österreicher Peter Handke, welcher seinerseits wiederum einige Werke Goldschmidts ins Deutsche übertragen hat.
Seit 1995 ist er Mitglied der Darmstädter Akademie. 1997 wurde Goldschmidt die Ehrendoktorwürde der Universität Osnabrück verliehen, eine Auszeichnung, mit der, so der Fachbereich Sprach- und Literaturwissenschaft der Universität Osnabrück, sein Einsatz als „einzigartiger Grenzgänger und Brückenbauer“ zwischen Deutschland und Frankreich gewürdigt werden soll. Weiterhin heißt es von Seiten des Fachbereichs zu Goldschmidts literarischem Werk:
„Georges-Arthur Goldschmidt hat die historische Verantwortung Deutschlands und das Verbrechen des Antisemitismus in ihren extremen Konsequenzen für den Einzelnen sichtbar gemacht. Seine autobiographische Prosa läßt die Dimension der inneren Gefährdung dessen, der ins Räderwerk der Verfolgung gerät, auf erschütternde Weise erkennen.“
2009 wurde ihm die Ehrenbürgerschaft seiner Geburtsstadt Reinbek angetragen. 2022 war er Mitgründer des PEN Berlin.

## Sprach- und Übersetzungsdenken
Die französische Sprache ist für Goldschmidt die Sprache der hospitalité, der Gastfreundlichkeit. Ein Grund für ihn, seine französischen Texte in seine deutsche Muttersprache zurückzuübersetzen, besteht darin,
„weil mit dem damaligen Entsetzen nicht alles gesagt sein durfte, weil die deutsche Sprache doch so ganz anderes sagt und sie damals so wundervoll von Menschen gesprochen wurde wie zum Beispiel Hans oder Sophie Scholl […]. Durch die Sprache des Schutzes kam mir die Muttersprache zurück, erhalten, wie unverwundet und nicht verschandelt, wie nicht vom Vokabular des Mordens betroffen, was mir blieb, war die Sprache Joseph Eichendorffs oder Heinrich Heines.“
Das kulturvermittelnde Übersetzen, im Sinne der hospitalité, schließlich, bedeute, dem anderen seine Menschlichkeit zeigen:
„Nichts ist unangenehmer als eine Unterhaltung in fremder Sprache, die man nicht versteht, weil Sprechen zum Verstehen drängt, zur Menschlichkeit des anderen, denn Mensch bin ich ja gerade durch das Verstehen, nicht der Zeichen, sondern des Sprechens, und nur Menschen sprechen.“
Das Übersetzen erschließt für Goldschmidt, bewusst oder unbewusst, einen Moment des Verstehens einer eigenen Identität. Das Spannungsverhältnis seiner Identitäten scheint Goldschmidt gleichsam räumlich zu fühlen:
„Je tiefer man in einer Sprache sitzt, desto mehr wird man von ihr besessen und desto mehr braucht man eine andere Sprache, um auf Distanz bleiben zu können.“
Und dieses Spannungsverhältnis erfährt er als positives, bereicherndes Moment, das davor gehütet habe, dem Deutsch der Nazis zu verfallen.

## Auszeichnungen
- 1991: Preis der SWR-Bestenliste
- 1991: Deutscher Sprachpreis
- 1991: Geschwister-Scholl-Preis (für Die Absonderung)
- 1993: Literaturpreis der Stadt Bremen
- 1994: Prix lémanique de la traduction
- 1996: Prix de l'écrit intime
- 1997: Ehrendoktorwürde der Universität Osnabrück
- 1999: Ludwig-Börne-Preis
- 2001: Nelly-Sachs-Preis der Stadt Dortmund
- 2002: Goethe-Medaille
- seit 2004: Das „Georges-Arthur-Goldschmidt-Programm“, ein Ausbildungsprogramm für junge Literaturübersetzer – organisiert von der Frankfurter Buchmesse, dem Deutsch-Französischen Jugendwerk, dem Bureau International de l’Édition Française und der Schweizer Kulturstiftung Pro Helvetia – trägt seinen Namen. Goldschmidt ist der Schirmherr.[16]
- 2004: Prix France Culture (für Le Poing dans la bouche)
- 2005: Joseph-Breitbach-Preis[17]
- 2007: Erlanger Literaturpreis für Poesie als Übersetzung
- 2013: Prix de l’Académie de Berlin
- 2015: Sigmund-Freud-Kulturpreis
- 2017: Ehrendoktorwürde der Universität Bern[18]
- 2021: Nominierung für den Deutschen Buchpreis (Longlist) mit Der versperrte Weg
- 2023: Großer Deutsch-Französischer Medienpreis[19]

Die Begründung der Jury für die Verleihung des Geschwister-Scholl-Preises: „Der Geschwister-Scholl-Preis wird in diesem Jahr einem Buch verliehen, mit dem sein Autor nach zwei thematisch ähnlichen Arbeiten zur deutschen Sprache zurückgefunden hat. Die Erzählung ‚Die Absonderung‘ zeichnet in höchst eindrucksvoller Weise die Erfahrungen eines Kindes nach, das zum Opfer der Willkürmaßnahmen einer Diktatur geworden ist. Georges-Arthur Goldschmidt veranschaulicht uns in beklemmenden Bildern das Erlebnis eines Opfers, das nicht anders kann, als nach und nach die Rolle des Opfers zu akzeptieren. Erfahrung und Sprache sind in dem Text eine vollendete Verbindung eingegangen. Sie bezeugt eine Nähe von beidem im Bewusstsein des Autors, von der dieser in der Absonderung selber spricht: ‚Als er am Spähwagen vorbeikam und so tat, als ginge ihn das nichts an, hörte er zwei Soldaten über ihn sprechen. Gierig beinahe hörte er nach dem Klang der Muttersprache. Jahrelang hatte er ihn nicht mehr gehört, und doch verstand er jedes Wort.‘ Dem Dichter Georges-Arthur Goldschmidt verdanken wir es, wenn wir von unserer Muttersprache und von uns selbst wieder etwas mehr verstehen.“

## Werke